# ويليام كيرسليك
ويليام كيرسليك (بالإنجليزية: William Kerslake) هو مصارع رياضي أمريكي، ولد في 27 ديسمبر 1929 في أوهايو في الولايات المتحدة، وتوفي في 29 سبتمبر 2015.

## وصلات خارجية
- ويليام كيرسليك على موقع قاعدة بيانات المصارعة الدولية (الإنجليزية)
- ويليام كيرسليك على موقع أوليمبيديا (الإنجليزية)